# Villa Hersent
La villa Hersent est une voie du 15e arrondissement de Paris, en France.

## Situation et accès
La villa Hersent est une voie privée située dans le 15e arrondissement de Paris. Elle débute au 27, rue d'Alleray et se termine en impasse.

## Origine du nom

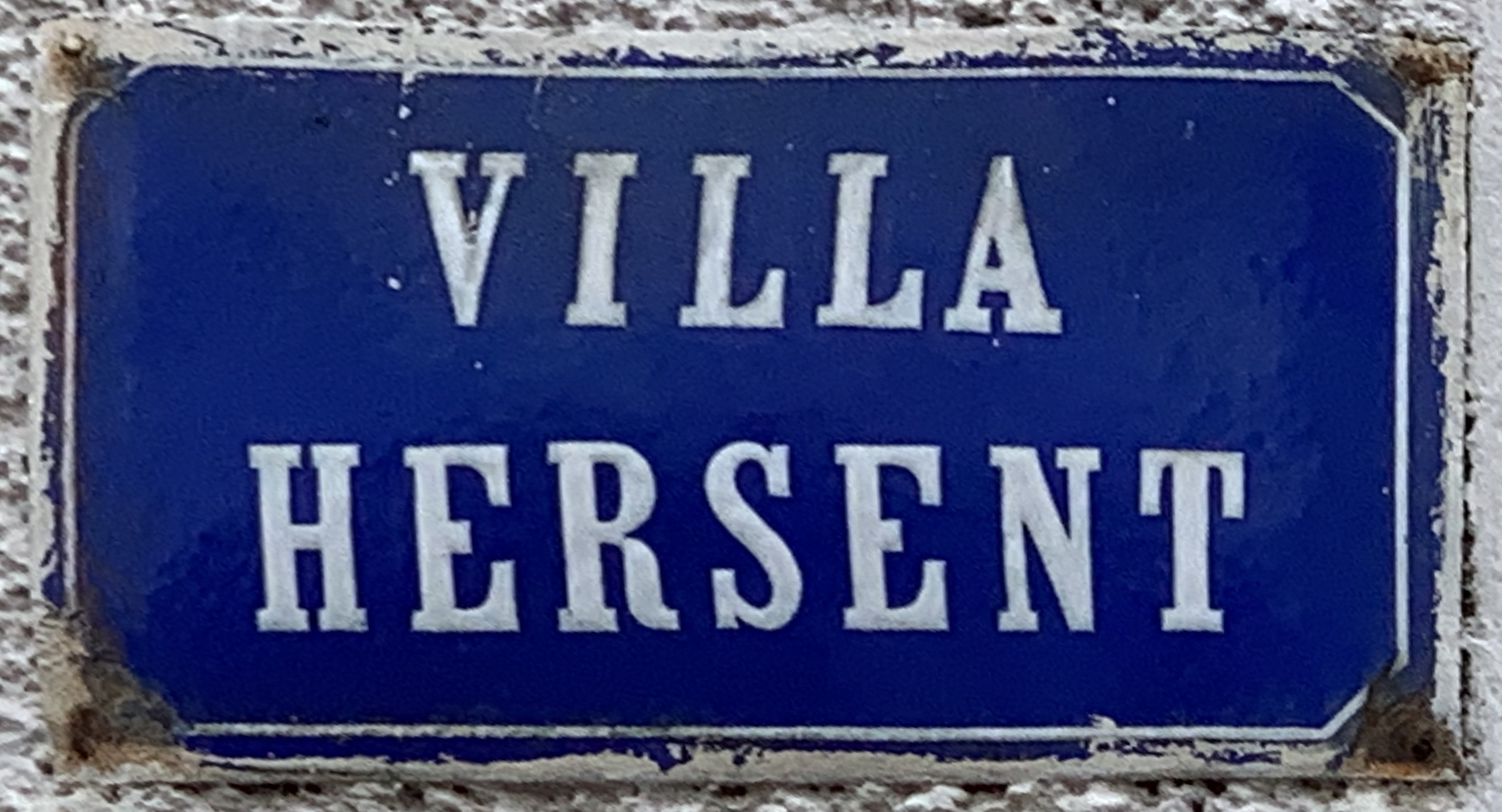
Plaque de la villa.

Elle porte le nom du peintre et lithographe Louis Hersent (1777-1860).